# Аугсберг ервејз
Аугсберг ервејз је регионална авио-компанија са седиштем у Халбергмосу, Немачка. Део је група Луфтханза Риџенал и обављају домаћи и међународни летове за Луфтханзу. Главна чвориште авио-компаније се налази на Аеродром Минхен.

## Историја
Основана је 1980. године и први летове обављали су 1986. године. Од почетка, Аугсберг ервејз је почела комерцијалне летове као Интерот ервејз, са летове из Аугсберг за Диселдорф. 1993. године, почели су летове к Европске дестинације за туристичке агенције. 1994. године, редовне летове су почели, где је Фиренца прва дестинација авио-компаније. Сарадња са Луфтханзом почела је 1996. године где је такође дошло до промена име компаније у Аугсберг ервејз. Почев од 1. јуна 2002. године, авио-компанија је била реорганизована и током 2003. године постала део Луфтханза Риџенал. Сајрус ерлајнс је купила Аугсберг ервејз и чини се део Сајрус групе.

## Флота
Флота Аугсберг ервејз, од децембра 2009. године, састоји од следеће авионе:
- 3 Бомбардијер Деш Q300
- 9 Бомбардијер Деш Q400 (+1 поручени)
- 5 Ембраер ЕРЏ-195

Од септембра 2009. године, просечна старост авионе у флоти Аугсберг ервејза је 6,6 године.